# Anatole Leroy-Beaulieu

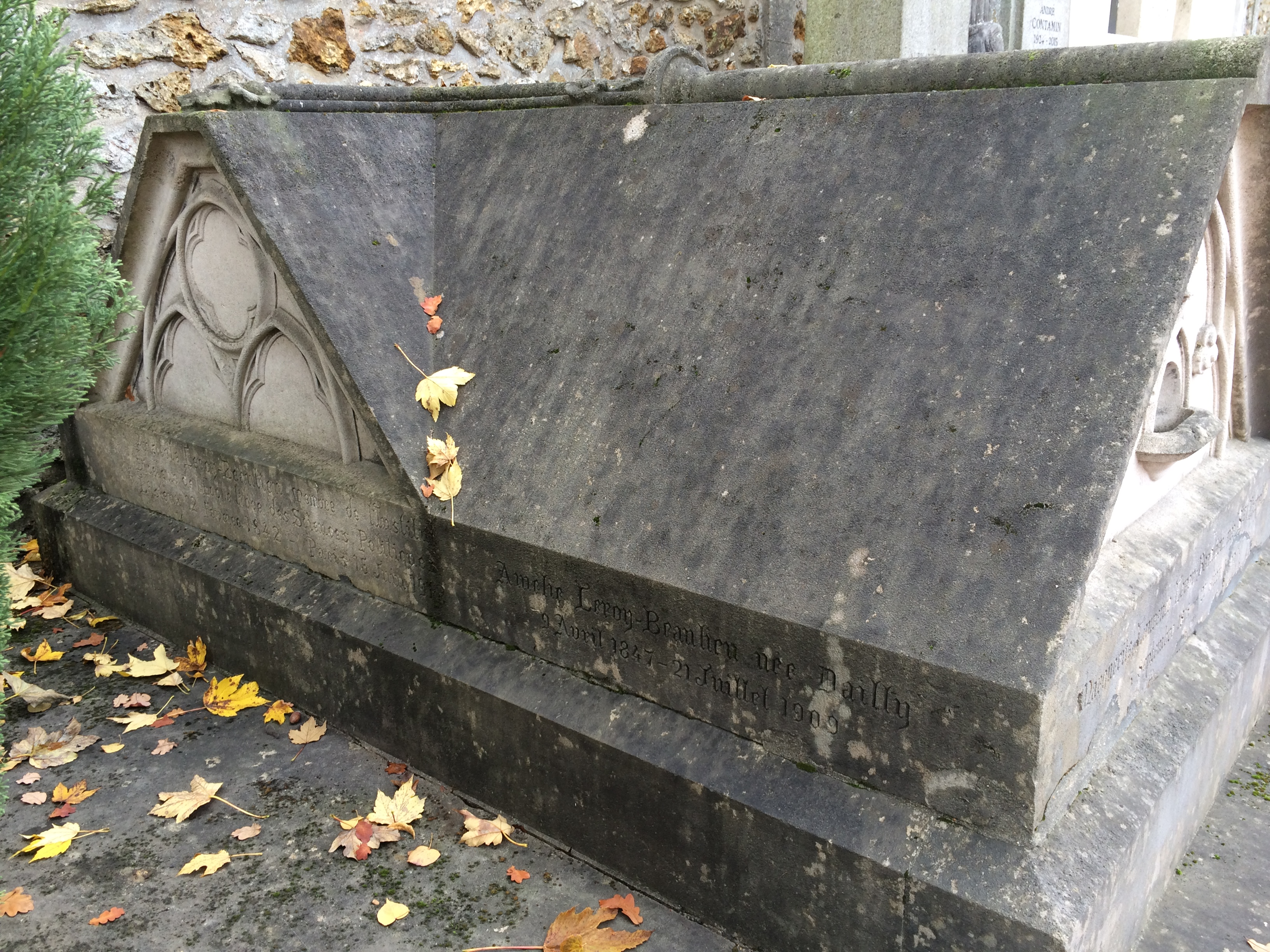
Sépulture d'Anatole Leroy-Beaulieu au cimetière de Viroflay.

Anatole Leroy-Beaulieu, né le 12 février 1842 à Lisieux (Calvados) et mort le 15 juin 1912 à Paris (7e), est un historien et essayiste français. Il a dirigé l'École libre des sciences politiques (Sciences Po) de 1906 à 1912.

## Biographie

### Jeunesse et études
Anatole Leroy-Beaulieu est issu d'une famille de parlementaires et d'orléanistes catholiques. Son père, Pierre Leroy-Beaulieu, est un avocat et homme politique ; préfet du Lot, il avait été plusieurs années député du Calvados. Son grand-père, François Leroy, avait lui-même été député du Calvados sous la monarchie constitutionnelle française. Son frère, Paul Leroy-Beaulieu, est économiste.
Comme son frère, Anatole Leroy-Beaulieu effectue ses études secondaires au lycée Bonaparte. Il est polyglotte, parlant l'italien, l'espagnol et le russe.
Il épouse le 20 juillet 1870 Antoinette Dailly, fille du banquier Adolphe Dailly et d'Adélaïde Frochot (petite-fille du comte Nicolas Frochot). Il est le beau-père de Jean Thureau-Dangin.

### Parcours professionnel

#### Auteur et enseignant
Anatole Leroy-Beaulieu est l’auteur d’Une troupe de comédiens, roman historique sur le Risorgimento paru en 1866, puis d’un Essai sur la restauration de nos monuments historiques devant l’art et devant le budget (1875), qui traite en particulier de la restauration de la cathédrale d'Évreux. Son ouvrage Un Empereur, un roi, un pape, une restauration, paru en 1879, est une analyse et une critique de la politique du second Empire. 
Il visite ensuite la Russie afin de rassembler des documents sur l’organisation politique et économique des nations slaves et, à son retour, fait paraître dans la Revue des deux Mondes (1882-1889) une série d’articles réédités peu après sous la forme d’un ouvrage intitulé L’Empire des tsars et les Russes (4e éd., révisée en 3 t., 1897-1898). 
Un homme d’État russe (1884) relate l’histoire de l’émancipation des serfs par Alexandre II.
Plusieurs de ses livres, tels que Les catholiques libéraux, l’Église et le libéralisme (1890), La Papauté, le socialisme et la démocratie (1892), Les Juifs et l’Antisémitisme, Israël chez les Nations (1893), Les Arméniens et la question arménienne (1896), L’Antisémitisme (1897), Études russes et européennes (1897), sont des recueils d’articles et de conférences à l’intention du grand public.

#### École libre des sciences politiques
En 1881, Leroy-Beaulieu est nommé professeur d’histoire contemporaine et des affaires d’Orient à l'École libre des sciences politiques par le directeur Émile Boutmy. En 1883, il commence à donner un cours appelé « Tableau de l'histoire contemporaine ». Il y enseigne jusqu'en 1910. 
La mort de Boutmy conduit à la transmission, par le secrétaire général de l'école, d'instructions écrites peu avant sa mort, qui proposent Albert Sorel ou lui comme successeurs. Sorel ayant refusé la proposition, Antole Leroy-Beaulieu devient directeur de l'établissement. Boutmy avait écrit à son sujet dans ses instructions : « par ses connaissances très solides, son impartialité dans l'enseignement des matières délicates et ses qualités d'homme d'action, à la fois ferme et conciliant, il paraît devoir donner toute satisfaction ».
Il conserve ce poste pendant six ans, de 1906 à 1912. Il est alors rémunéré 15 000 francs par an. Son épouse peut alors suivre les conférences d'André Tardieu depuis l'extérieur du grand amphithéâtre de l'établissement, fermé aux femmes. Leroy-Beaulieu crée l'année de préparation aux grands concours administratifs.
Il meurt en 1912, encore en fonction, et laisse à Sciences Po une partie de sa bibliothèque, qui rejoint les fonds de la bibliothèque de Sciences Po. Eugène d'Eichthal, président du conseil d'administration de l'école, est nommé directeur. Le nom d'Anatole Leroy-Beaulieu a été donné à un amphithéâtre de la rue Saint-Guillaume.
En 1887, il devient membre libre de l’Académie des sciences morales et politiques et membre titulaire en 1906. Il est candidat à l'Académie française en 1893.

## Distinctions
- Chevalier de la Légion d'honneur (1896)

## Prises de positions
Anatole Leroy-Beaulieu était opposé à l'antisémitisme. Il était, comme son prédécesseur Émile Boutmy, dreyfusard. Chrétien pratiquant et patriote, il a été, après 1901, le dernier président de la Ligue nationale contre l'athéisme.
Libéral convaincu, il est toutefois en faveur d'une séparation nette du spirituel et du temporel : « Il n'y a pas de vraie liberté politique ni religieuse sans distinction entre le spirituel et le temporel ».

## Principaux ouvrages
- Cathédrale d’Évreux. La restauration de nos monuments historiques devant l’art et devant le budget, Paris, Piccard, 1875
- Christianisme et démocratie, christianisme et socialisme, Paris, Bloud, 1905
- Collectiviste et anarchiste : dialogue sur le socialisme et l’individualisme, Paris, [s.n.], 1898
- Études russes et européennes, Paris, Lévy, 1897
- Israël chez les nations, Paris, Calmann-Lévy, 1893
- L’Empire des tsars et les Russes, Paris, Hachette, 1881-1889,  (ISBN 9782221065976)
- La France, la Russie et l’Europe, Paris, Calmann Lévy, 1888
- La France, Paris, Lévy, 1888
- La Liberté d’enseignement, Paris, Comité de défense et de progrès social, 1890
- La Papauté, le socialisme et la démocratie, Paris, Calmann Lévy, 1892
- La Patrie française et l’internationalisme, Paris, Comité de défense et de progrès social, 1897
- La Révolution et le libéralisme, Paris, Hachette, 1890
- La Russie et la crise russe, Rouen, Société normande de Géographie, 1907
- L’Antisémitisme, Paris, C. Lévy, 1897
- Le Pays et les habitants, Paris, 1890
- Les Arméniens et la question arménienne, Paris, Clamaron-Graff. 1896
- Les Catholiques libéraux ; l’Église et le libéralisme de 1830 à nos jours, Paris, E. Plon, Nourrit, 1885
- Les Doctrines de haine, l’antisémitisme, l’antiprotestantisme, l’anticléricalisme, Paris, Calmann-Lévy, 1902
- Les Immigrants juifs et le judaïsme aux États-Unis, Paris, Librairie nouvelle, 1905
- Questions d’Autriche-Hongrie et question d’Orient, Paris, Plon-Nourrit, 1903
- Un Empereur - un roi - un pape - une restauration, Paris, Charpentier, 1879
- Un Homme d’État russe (Nicolas Milutine) d’après sa correspondance inédite ; étude sur la Russie et la Pologne pendant le règne d’Alexandre II (1855-1872), Paris, Hachette, 1884